# 25 î.Hr.

## Nașteri
- dată necunoscută: Aulus Cornelius Celsus  (d. 50)
- dată necunoscută: Marcus Gavius Apicius  (d. 37)